# 男の血潮がこだまする
『男の血潮がこだまする』（おとこのちしおがこだまする）は、1961年5月14日にニュー東映で公開された日本映画。モノクロ、88分、シネマスコープ。併映は『べっぴんさんに気をつけろ』。

## スタッフ
- 監督：島津昇一
- 脚本：直居欽哉、横山保朗
- 企画：根津昇、吉田達
- 撮影：仲沢半次郎
- 美術：中島敏夫
- 音楽：冨田勲
- 録音：渡辺義夫
- 照明：桑名史郎
- 編集：長沢嘉樹
- スチル：山守勇

## 出演者
- 朝倉鉄男：高倉健
- 相沢久美子／藤原紀子：三田佳子
- 黒須勝也：丹波哲郎
- 北村新吉：中山昭二
- 千葉隆志：今井健二
- 千田憲作：多々良純
- 桑田竜次：富田仲次郎
- 二宮晶子：利根はる恵
- 楠木玄造：天草四郎
- 藤原耕一郎：小川虎之助
- 相沢慶太郎：加藤嘉
- 島崎玲一：日尾孝司
- 達チン：佐藤晟也
- 圭坊：岡部正純
- 鳥：三重街竜
- サブ：大東良
- 井田辰夫：潮健児
- 佐々木：亀山達也
- 宮地：萩原正勝
- 少女高子：小笠原慶子

## 併映作品
『べっぴんさんに気をつけろ』
- 脚本：山村英司 / 監督：小石栄一 / 主演：石井均